# Хьюджер, Бенджамин
Бенджамин Хьюджер (англ. Benjamin Huger; 22 ноября 1805 — 7 декабря 1877) — офицер американской армии, который отличился во время Американо-мексиканской войны. Служил генералом в армии Конфедерации во время Гражданской Войны. Известен своими сомнительными действиями при штурме Норфолка и во время кампании на Полуострове. Отстранённый от военной службы, он провел остаток войны на штабных должностях на Транс-миссисипском театре боевых действий. После войны стал фермером в Северной Каролине и позже в Вирджинии.

## Ранние годы
Хьюджер родился в 1805 году в Чарлстоне (Южная Каролина) в семье Фрэнсиса Кинлока Хьюджера и Харриет Лукас Пинкни, поэтому по матери он был внуком генерал-майора Томаса Пинкни — американского посла в Британии. Его дед по отцу, которого тоже звали Бенджамин Хьюджер, был американским патриотом и участником революции, и был убит в Чарлстоне во время британской оккупации.
В 1821 году Хьюджер поступил в военную академию Вест-Пойнт и закончил её через четыре года, девятым из курса в 37 человек. 1 июля 1825 года он получил временное повышение до второго лейтенанта, затем был повышен до второго лейтенанта 3-го артиллерийского полка. Служил инженером-топографом до 1828 года, после чего взял отпуск и прожил в Европе с 1828 по 1830 год. Впоследствии занимался рекрутской деятельностью, затем служил в гарнизоне форта Трамбал в Нью-Лондоне (Коннектикут). С 1832 по 1839 командовал фортом Монро в Хэмптоне, Вирджиния.
7 февраля 1831 года Хьюджер женился на своей кузине Элизабет Селестин Пинкни. У них было пять детей: Бенджамин, Юстас, Френсис, Томас и Селестина. Один из них, Фрэнсис Кинлох Хьюджер, также окончил Вест-Пойнт в 1860 году. Впоследствии он вступил в армию Конфедерации, дослужился до звания подполковника и к концу войны командовал батальоном полевой артиллерии.

## Мексиканская война
Хьюджер проявил себя во время мексиканской войны, где служил начальником артиллерии при штабе генерал-майора Уинфилда Скотта. В марте 1847 года он участвовал в осаде Веракруса, за что 29 марта 1847 года получил временное звание майора. 8 сентября получил временное звание подполковника за участие в сражении при Молино-дель-Рей. Хьюджер участвовал в штурме Чапультепека и за храбрость получил временное звание полковника.
С 1848 по 1851 год он снова командовал арсеналом в форт Монро, затем возглавил арсенал в Харперс-Ферри, где служил до 1854 года. В 1852 году власти штата наградили его шпагой за долгую службу Южной Каролине. С 1854 по 1860 он руководил арсеналом в округе Балтимор (Мериленд), где 15 февраля 1855 года получил звание майора регулярной армии. В том же году он отправился на театр военных действий Крымской войны в качестве наблюдателя. С 1860 года Хьюджер командовал арсеналом Чарлстона. Весной 1861 года он уволился из армии.

## Гражданская война
Несмотря на сецессию своего родного штата в декабре 1860 года, Хьюджер оставался в федеральной армии после сражения за форт Самтер, и уволился только 22 апреля 1861 года. Перед самым сражением Хьюджер посетил форт Самтер и посовещался с его командиром, Робертом Андерсоном, чтобы определить, на чьей он стороне. И хотя Адерсон тоже был по рождению южанин, он предпочел сражаться на стороне Союза, так что Хьюджер покинул его.
16 марта Хьюджер был назначен в пехоту подполковником и затем недолго командовал частями около Норфолка. 22 мая его назначили бригадным генералом. 7 октября он был повышен до генерал-майора.

### Норфолк
В начале 1862 года федеральная армия и флот подошли к побережью Северной Каролины и Вирджинии, которое находилось в зоне ответственности Хьюджера. Подчиненный Хьюджера, бригадный генерал Генри Уайз, оборонял Роанок-Айленд. Он запросил у Хьюджера помощи артиллерией, припасами и особенно людьми, сильно опасаясь за свою слабо укрепленную позицию. В ответ Хьюджер посоветовал ему полагаться не на дополнительные силы, а на «трудолюбие и спокойствие» (hard work and coolness). Президент Дэвис в итоге приказал Хьюджеру помочь острову, но было уже поздно. 7—8 февраля федеральные транспорта высадили на остров пехоту генерала Бернсайда, и началось Сражение при Роанок-Айленд. У Хьюджера было 13 000 человек, но он не смог своевременно усилить отряд Уайза, и в итоге Бернсайду удалось быстро подавить оборону острова и принудить противника к капитуляции.
После сражения при Элизабет-Сити (10 февраля), сражения при Нью-Берне (14 марта), сражения при Саус-Майлз (19 апреля) и ряда иных десантных операций, правительство Конфедерации решило, что Хьюджер не сможет удержать Норфолк. 27 апреля генерал Джонстон приказал Хьюджеру покинуть территорию, забрав все, что можно спасти из Госпортских Верфей. 1 мая Хьюджер начал эвакуацию, и приказал поджечь верфи в Норфолке и Портсмуте. Через 10 дней федеральная армия заняла Госпортские верфи. Историк Вебб Гаррисон полагает, что эвакуация была проведена Хьюджером неудовлетворительно и многое попало в руки противника. В результате эвакуации был потерян и броненосец CSS Virginia, который не смог подняться вверх по реке Джеймса из-за недостаточной глубины, и не мог выйти в открытое море. 11 мая он был взорван. Конгресс Конфедерации начал следствие, выясняя долю вины Хьюджера в сдаче Роанок-Айленда. Сам Хьюджер тем временем отступил к Петерсбергу.

### Кампания на Полуострове
Президент Дэвис назначил Хьюджера командиром дивизии в Северовирджинскую армию генерала Джонстона. Эта дивизия отступала вместе со всей армией к Ричмонду, и там приняла участие в сражении при Севен-Пайнс. Дивизия состояла из трех бригад:
- Бригада Вильяма Махоуна
- Бригада Эмброуза Райта
- Бригада Льюиса Армистеда

По плану Джонстона три бригады Хьюджера находились под общим командованием генерала Лонгстрита, однако Хьюджеру это не сообщили. 31 мая он повел бригаду к полю боя, однако дорога оказалась перекрыта дивизиями Лонгстрита, который выбрали неверную дорогу. Только тут он узнал, что находится в подчинении у Лонгстрита. Он спросил, кто же тут старший по званию, и ему сказали, что Лонгстрит, хотя это было не так. Из-за этой задержки, а также из-за приказов Лонгстрита стоять и ждать инструкций, привели к тому, что дивизия Хьюджера не участвовала в боях 31 мая. В рапорте после сражения Лонгстрит несправедливо назвал Хьюджера причиной неудач того дня.
Узнав про обвинение, Хьюджер попросил Джонстона исследовать обстоятельства произошедшего, но ему было отказано. Он попросил президента провести судебное расследование, но этого тоже не было сделано. После войны Эдвард Портер Александер писал: «Действительно, грустно, что он стал козлом отпущения в те дни».

### Семидневная битва
Хьюджер участвовал в нескольких сражениях Семидневной битвы, на этот раз под началом Роберта Ли, который сменил раненого Джонстона. Ли планировал атаковать изолированный федеральный корпус Портера основными силами армии, оставив чуть менее 30 000 человек на оборону Ричмонда. Эти силы состояли из дивизий Джона Магрудера, Теофилиуса Холмса и Хьюджера. 25 июня началось сражение при Оак-Гроув: участок дивизии Хьюджера был атакован двумя дивизиями III федерального корпуса: дивизиями Джозефа Хукера и Филипа Керни. Когда атака противника выдохлась, Хьюджер взял инициативу в свои руки и провёл контратаку силами бригады Райта. Вскоре после ещё одна федеральная дивизия начала наступление, но так же была остановлена. В этом сражении Хьюджер потерял 541 человека, нанеся противнику урон в 626 человек.
Ли продолжил попытку уничтожения армии противника. Потомакская армия начала отступление, и Ли организовал преследование, в котором участвовала и дивизия Хьюджера. 29 июня генерал Магрудер решил, что его могут атаковать превосходящие силы противника, и запросил подкреплений. Ли послал на помощь две бригады из дивизии Хьюджера, с указанием вернуться, если атаки не случится до 14:00. Условленное время наступило и бригады Хьюджера повернули обратно, и в итоге несколько позже в ходе сражения при Саваж-Стейшен Магрудер сражался в одиночку. Хьюджер же по этой причине так и не успел вступить в бой. На следующий день, 30 июня, Хьюджеру было приказано наступать на Глендейл и своей атакой начать сражение. Однако, противник перекрыл завалами пути его марша, которые задержали его наступление на целый день. Хьюджер приказал прорубать в лесу дополнительную просеку, а в это время остальная армия ждала звука выстрелов его орудий, чтобы начать общую атаку. В результате, в сражении при Глендейле его дивизия снова не участвовала.
Следующий день, 1 июля 1862 года, стал последним днем полевой службы Хьюджера. Его дивизия должна была атаковать федеральные позиции у Малверн-Хилл. Так как генерал Магрудер по недоразумению оказался далеко от поля боя, Хьюджер занял его место, встав правее дивизии Дэниеля Хилла. Генерал Ли приказал начать общий артиллерийский обстрел позиций противника, а бригаде Армистеда из дивизии Хьюджера было поручено оценить урон и начать атаку, кода это станет возможным. Артиллерийская подготовка не удалась, но Армистед послал свою бригаду вперед, чтобы отбросить стрелковую цепь противника. Это стало причиной начала наступления нескольких других бригад, и все вместе превратилось в неорганизованную атаку, которая была отбита с большими потерями. Бригадам Хьюджера — Армистеду, Райту и Махоуну — удалось подойти на 70 метров к линиям противника, но продвинуться дальше они не смогли. В 18:00 еще одна бригада дивизии Хьюджера — под командованием Роберта Рэнсома — почти прорвалась к федеральным линям, но в итоге так же вынуждена была отступить.

### Транс-Миссисипи
После отстранения от полевой службы Хьюджер несколько месяцев служил генеральным инспектором артиллерии, а затем был отправлен на Запад. 26 августа он стал он стал инспектором артиллерии Транс-Миссисипского департамента. Он находился на этом посту до конца войны, и в 1865 году сдался со всей армией департамента. 12 июня 1865 года он был отпущен под честное слово в Шривпорте, Луизиана и вернулся к гражданской жизни.

## Послевоенная деятельность
После войны Хьюджер занялся фермерством в Северной Каролине и затем в округе Фокьер в Вирджинии. Из-за проблем со здоровьем он в итоге вернулся в Чарлстон. Он стал членом Ацтекского Клуба, основанного офицерами после мексиканской войны и до 1867 года был его вице-президентом. Хьюджер умер в Чарлстоне в конце 1877 года и был похоронен на кладбище Грин-Маунт в Балтиморе, штат Мэриленд.